# Musée des Beaux-Arts de Budapest

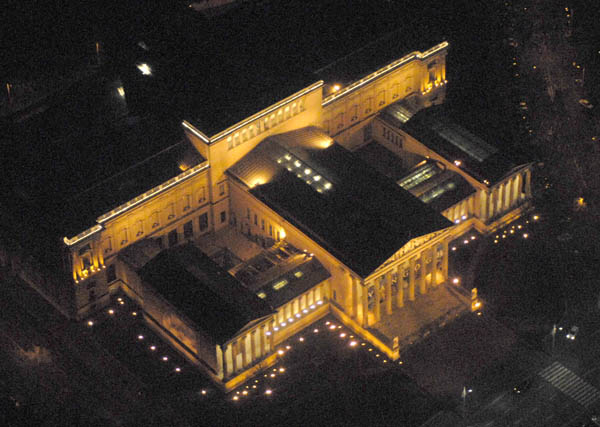
Le musée, la nuit.

Le musée des Beaux-Arts (Szépművészeti Múzeum) est un musée d'art situé sur la place des Héros à Budapest en face du Műcsarnok à proximité du Városliget. Il a été construit à l'occasion des festivités du Millénaire de 1896.
Ce site est desservi par la station Hősök tere de la ligne   du métro.

## Histoire
La gestation du musée des Beaux-Arts prend plusieurs années, lesquelles s'achèvent en 1896 avec l'inscription de sa construction dans la loi votée à l'occasion des fêtes du Millénaire. La ville de Budapest met alors gratuitement un terrain à disposition, là où se dressait jusqu'alors le pavillon Rotunda, dans lequel était exposé le tableau monumental de L'Arrivée des Hongrois. Un appel d'offres est lancé en 1898, lequel est remporté par Albert Schickedanz et Fülöp Herzog. Leurs plans prévoient un entrecroisement de styles architecturaux : le corps central doit être construit selon un style néo-Renaissance, tandis que la façade reprend les canons du néoclassicisme. Le chantier dure de 1900 à 1906.
Le musée est inauguré le 1er décembre 1906 par l'empereur d'Autriche et roi de Hongrie François-Joseph. Il ouvre ses portes au public quatre jours plus tard. Le musée rassemble alors en un même lieu des tableaux et sculptures auparavant disséminées dans plusieurs collections.
Après la Seconde Guerre mondiale, de nombreuses œuvres ont été évacuées vers l'Europe de l'Ouest. Le bâtiment lui-même souffre alors de nombreux dommages physiques. Les quelques pièces qui n'ont pas été déplacées sont confisquées par les Soviétiques et figurent toujours à l'heure actuelle dans les collections des musées russes[réf. nécessaire]. La plupart des œuvres transportées à l'Ouest sont quant à elles restituées au musée et restaurées. Après des travaux de réhabilitation, celui-ci rouvre ses portes en 1949. Si seules deux salles d'exposition sont accessibles à cette date (Régi Képtár et Új Magyar Képtár), les autres espaces du musée sont progressivement rendus au public les années suivantes.
L'enrichissement de la collection du musée par des œuvres d'artistes hongrois rend nécessaire la création d'un nouveau musée qui pourrait davantage les mettre en valeur. C'est ainsi que naît en 1957 la Galerie nationale hongroise dans une des ailes du palais de Budavár. Le musée des Beaux-Arts de Budapest recentre alors sa vocation sur des pièces ayant une vocation plus universelle.
En 2012, le gouvernement décide de réunir de nouveau ces deux institutions, dans le cadre du projet de quartier des musées à la lisère du Városliget. Le bâtiment rénové actuel, inauguré en 2018, réintègre alors les œuvres des artistes hongrois antérieures au XIXe siècle.

## Collections

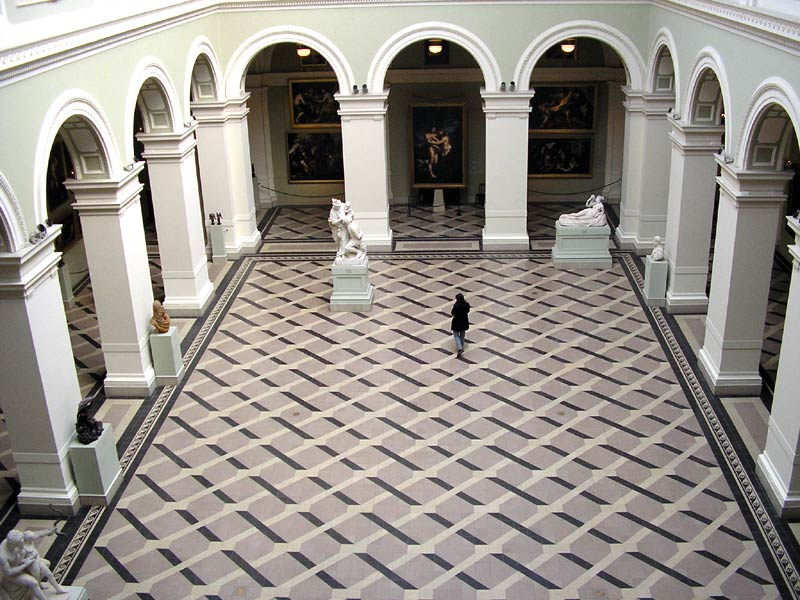
Un des salles d'exposition du musée.

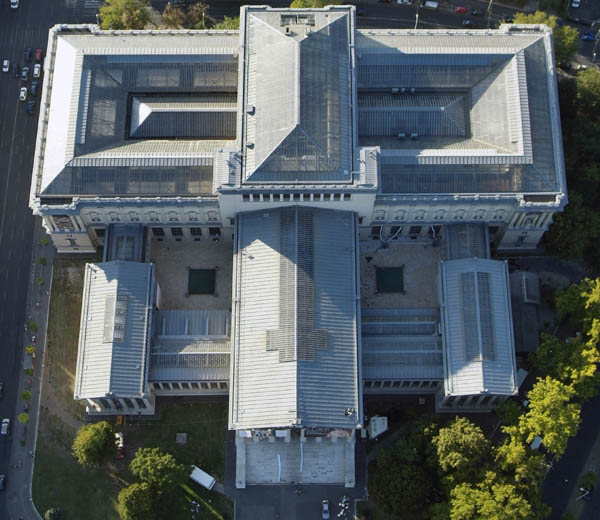
Vue aérienne.

La collection du musée est constituée d'œuvres d'art internationales, dont des œuvres représentant toutes les périodes artistiques européennes et comprend plus de dix mille pièces. La collection est aussi constituée de fonds additionnels plus anciens, comme ceux venant du château de Buda, des Esterházy et des Zichy, aussi bien que de donations de collectionneurs privés. Le musée comprend six départements : Antiquités égyptiennes, Antiquités classiques, Peintures anciennes, Sculptures anciennes, Dessins et Collection d'Art Hongrois jusqu'à 1800. 

### Égypte ancienne
La galerie détient la deuxième plus grande collection d’art égyptien en Europe centrale. Elle comprend un certain nombre de collections achetées ensemble par l’égyptologue hongrois, Eduard Mahler, dans les années 1930. Des fouilles ultérieures en Égypte ont élargi la collection. Certaines des pièces les plus intéressantes sont les sarcophages de momie peints.

### Peintures
Les 3 000 peintures de la collection offrent un aperçu presque ininterrompu du développement de la peinture européenne du XIIIe à la fin du XVIIIe siècle. Le noyau de la collection est constitué par les 700 peintures acquises de la succession Esterhazy. La collection est divisée en art italien, allemand, néerlandais, flamand, français, anglais et espagnol.
- Michele Pannonio, Thalie (v.1450)
- Giovanni Boccati, Vierge à l'Enfant (1473)
- Domenico Ghirlandaio, Pala Tornabuoni, Saint Étienne, 1490-1498
- Gentile Bellini, Portait de Catherine Cornaro (v.1500)
- Raphaël, Vierge à l'Enfant avec le jeune saint Jean-Baptiste (La Madone Esterházy) (1508) ; Portrait de jeune homme, 1504
- Ridolfo del Ghirlandaio, Adoration des bergers (1510)
- Giorgione, Autoportrait (v. 1510) ; Portrait d'un jeune homme (1508-10)
- Albrecht Dürer, Portrait de jeune homme (v. 1510)
- Barend van Orley, Portrait de Charles Quint (1515-1516)
- Le Corrège, Vierge au lait (v. 1525)
- Albrecht Altdorfer, Crucifixion
- Lucas Cranach l'Ancien, La Femme adultère (1532) ; Salomé avec la tête de Jean-Baptiste
- Pieter Brueghel l'Ancien, La Prédication de Saint Jean-Baptiste (1566)
- Le Greco : Marie-Madeleine pénitente (v.1580) ; l'Annonciation (1610-1612) ; L'Arrestation du Christ (v.1610) ; Le Christ au Mont des Oliviers (1610-1612)
- Annibal Carrache, Le Christ et la Samaritaine (v.1597)
- Jan Brueghel l'Ancien, Le Paradis avec les animaux et l'Arche de Noé (1613-1615)
- Pierre Paul Rubens et Antoine van Dyck, Mucius Scævola devant Porsenna (v. 1618-1620)
- Alonso Cano, Noli me tangere (1646-1652)
- Artemisia Gentileschi, Yaël et Siséra (1620)
- Diego Velasquez, Déjeuner de paysans (v. 1622)
- José de Ribera, Le Martyre de saint André (1628) ; Saint Jérôme
- Francisco de Zurbarán, Saint André (1630-1633)
- Jacob Jordaens, La Chute de l'homme (v.1630)
- David Teniers le Jeune, Chez le médecin du village (1636)
- Pieter de Hooch, Femme lisant une lettre à une fenêtre ouverte (1664)
- Georg Flegel, Nature morte avec fromage
- Albert Cuyp, Bétail à la rivière (v.1650)
- Giovanni Battista Pittoni, Sainte Élisabeth distribuant l'aumône (1740), La Nativité (v.1730-35), St Roch, St Roch II
- Giovanni Battista Tiepolo, Saint Jacques le Majeur soumettant les Maures (1750)
- Bernardo Bellotto, Place de la Seigneurie à Florence (1745-1750)
- Jacob Philipp Hackert, Le Lac de Nemi (1784)
- Angelica Kauffmann, Femme au miroir (1795)
- Francisco Goya, Portrait de l'épouse de Juan Agustín Ceán Bermúdez (v.1790) ; Le Rémouleur ; La Porteuse d'eau
- Paolo Veronese, Portrait d'un jeune homme portant de la fourrure de lynx
- Le Tintoret, Hercule chassant Faunus du lit d'Omphale
- Frans Hals, Portrait d'homme

### Art moderne et contemporain

#### XIXeet débutXXesiècle
- Pierre Bonnard, Salle à manger au Grand-Lemps (1899)
- Paul Cézanne, Le Buffet (1874-1877)
- Camille Corot, Souvenir de Coubron (1872)
- Eugène Delacroix, Campement arabe durant la nuit (1863)
- Charles-François Daubigny, Faubourgs de Villerville (1873)
- Narcisse Díaz de la Peña, Paysage (milieu du XIXe siècle)
- Paul Gauguin, Les Cochons noirs (1891)
- Maximilian Lenz, Un monde (1899)
- Édouard Manet, Dame à l'éventail (1862)
- Jean-François Millet, Vue du Puy-de-Dôme (1866), pastel sur papier
- Claude Monet, Brise-lames à Trouville (1870)
- Camille Pissarro, Le Pont-Neuf (1902)
- Giovanni Segantini, Dernier effort du jour (1884)
- Henri de Toulouse-Lautrec, Dames dans la salle à manger (1892)
- Albert von Keller, La somnambule (1895)

#### Art contemporain
La collection "photographie et nouveaux médias" est créée au sein du Musée des Beaux-Arts en 2010. Elle compte aujourd'hui environ 300 œuvres. 
- Joseph Beuys, Celtic Kinloch Rannoch, sérigraphie (1980)
- John Maybury, Danseur (1980)
- Kenneth Noland, Shadow Line (1968)
- Ed Ruscha, Standard Station, sérigraphie (1969)

### Sculptures
- Art grec : Torse masculin de Vélanidéza (v. 350-325 av. J.C.)
- Andrea del Verrocchio, Vir dolorum (v.1470)
- Jean-Baptiste Carpeaux, Jeune fille aux roses riant (1873)
- Auguste Rodin, L'Éternel printemps (1884)

### Dessins et estampes
La collection présente une sélection d’expositions tournantes de sa collection de 10 000 dessins et 100 000 estampes provenant principalement des acquisitions d’Esterhazy, Istvan Delhaes et Pal Makovsky. Toutes les périodes de l’art graphique européen sont représentées. Les oeuvres importantes comprennent deux études de Léonard de Vinci pour la bataille d’Anghiari, 15 dessins de Rembrandt, 200 pièces de Goya et des aquatintes françaises.

## Musée Victor Vasarely
Musée issu d'une importante donation faite par Victor Vasarely faite à son pays natal en 1969. Il s'agit essentiellement d'œuvres réalisées entre la fin des années 1940 et les années 1950.

## Galerie

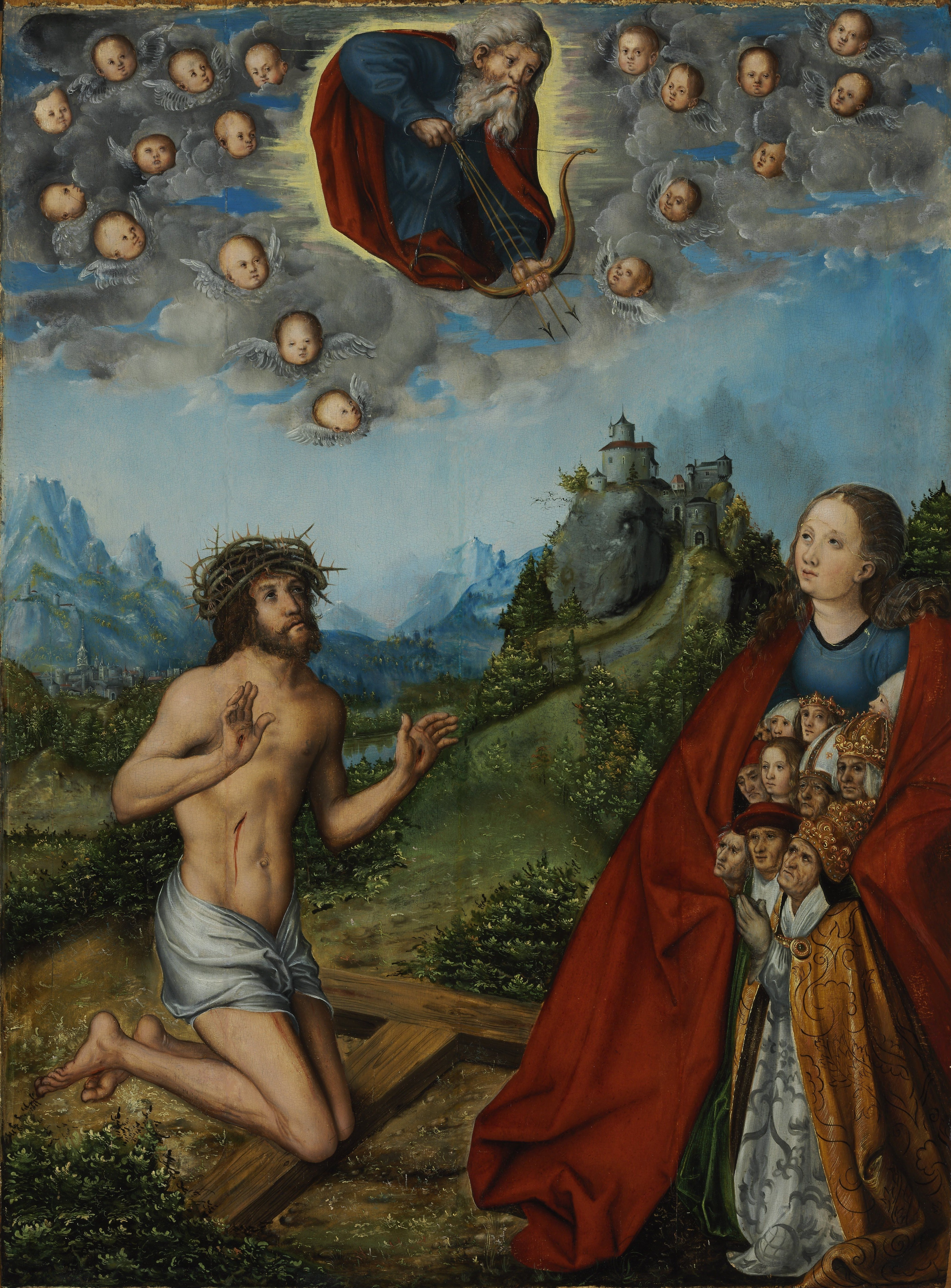
Lucas Cranach l'Ancien, Christ et la Vierge intercédant pour l'Humanité
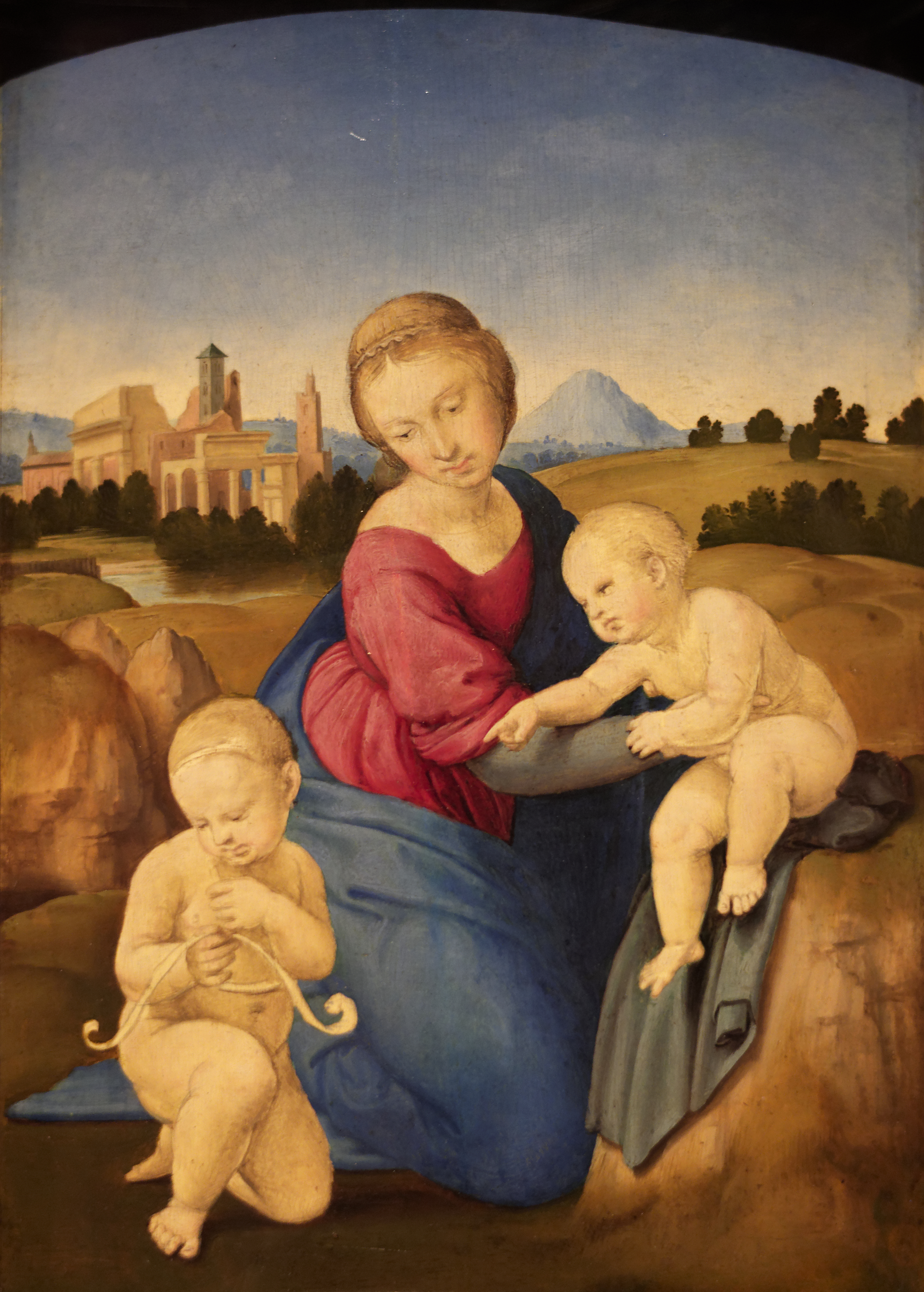
Raphaël, Madone Esterhazy
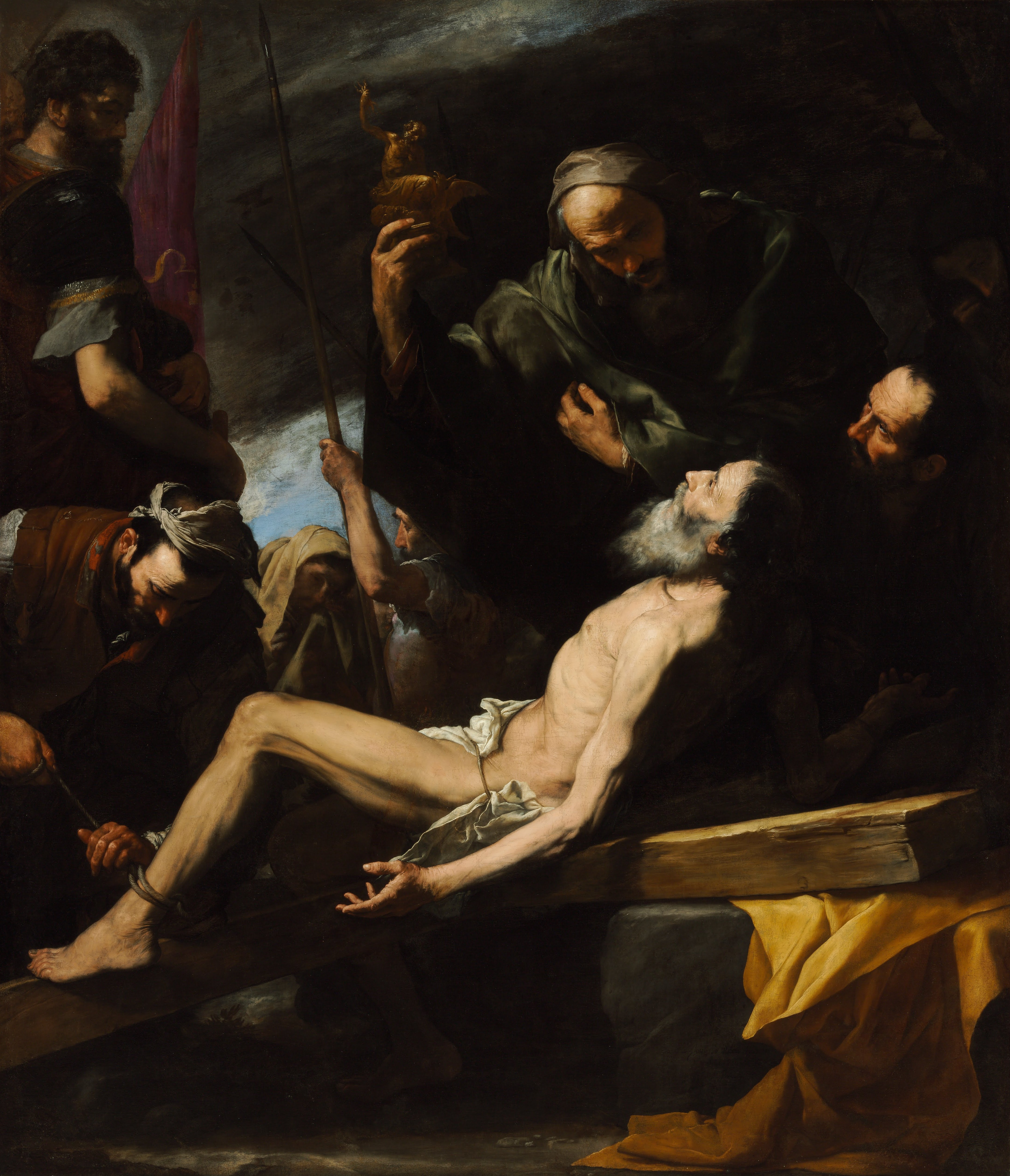
José de Ribera, Martyre de saint André (1628)
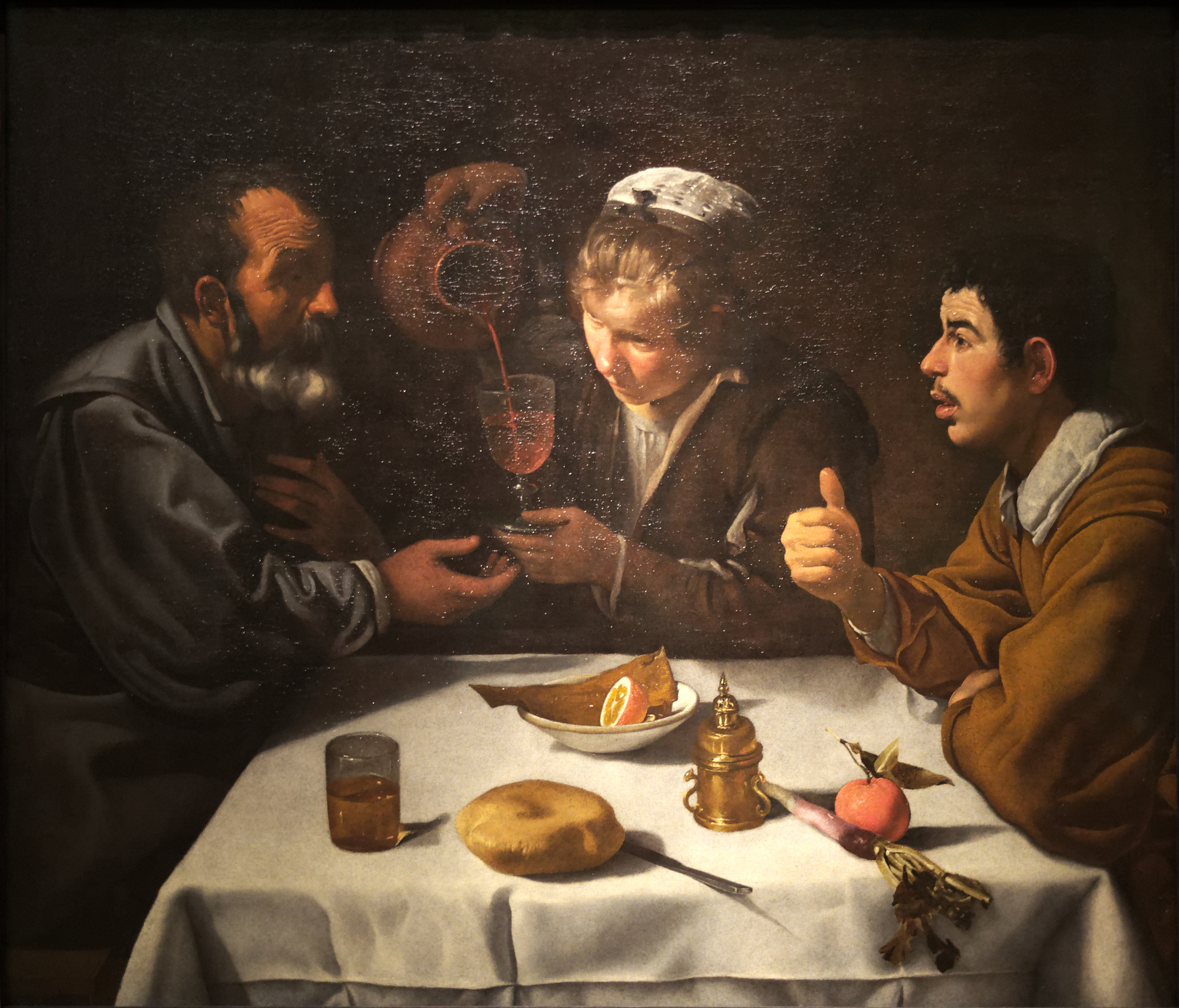
Diego Vélasquez, Déjeuner de paysans
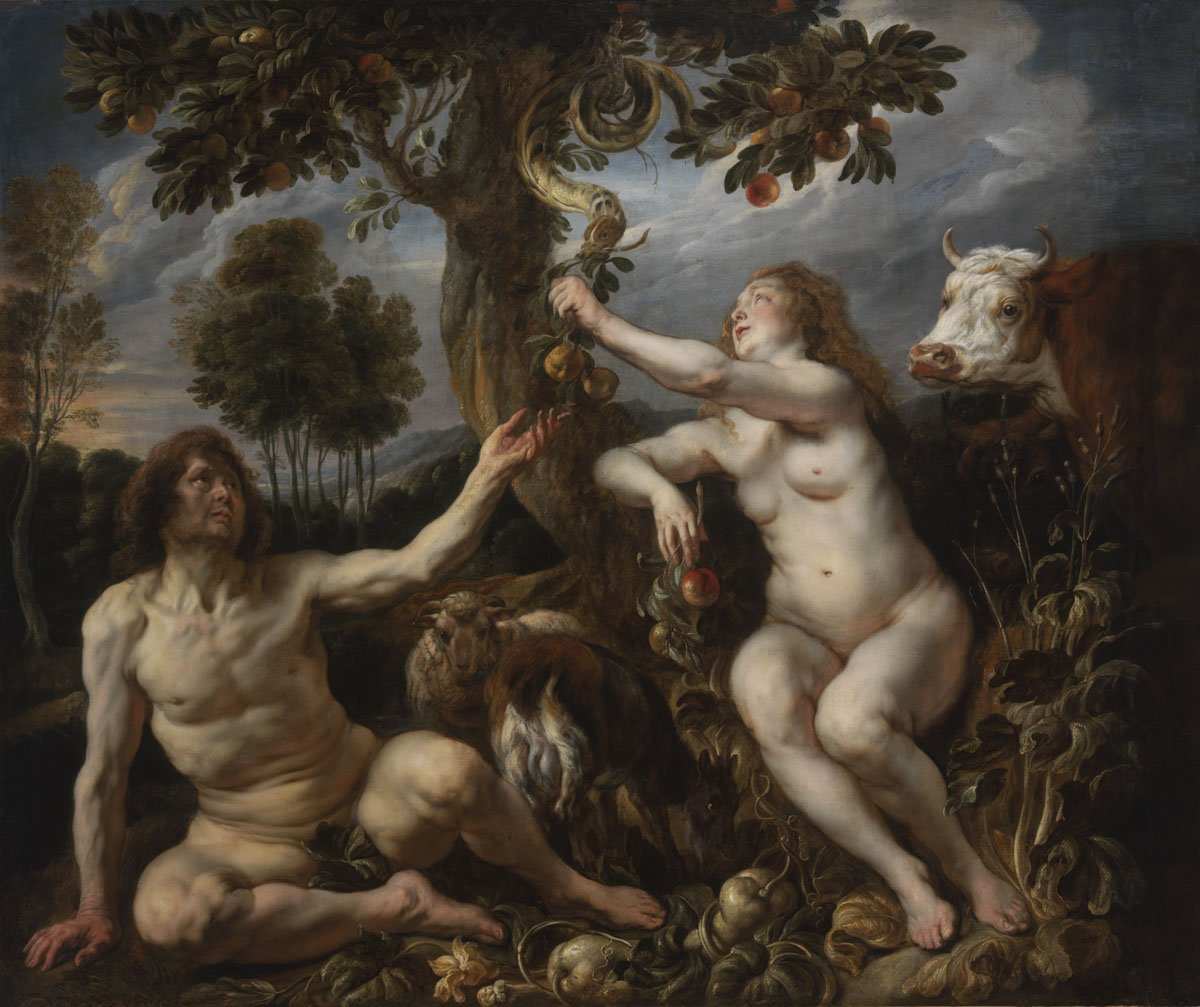
Jacob Jordaens, La Chute de l'homme (v. 1630)
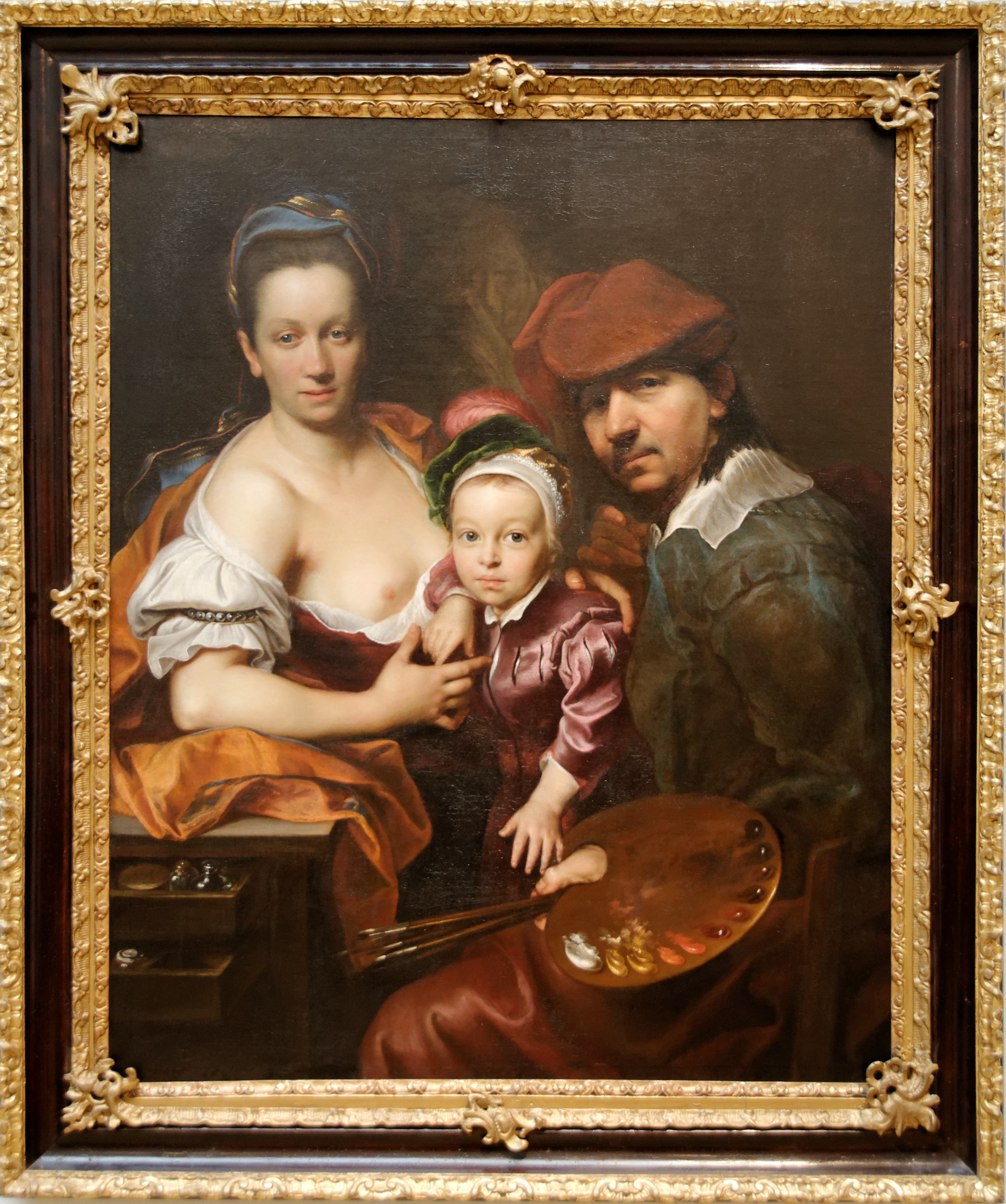
Jan Kupecky 1718 - L'artiste avec sa femme et son fils
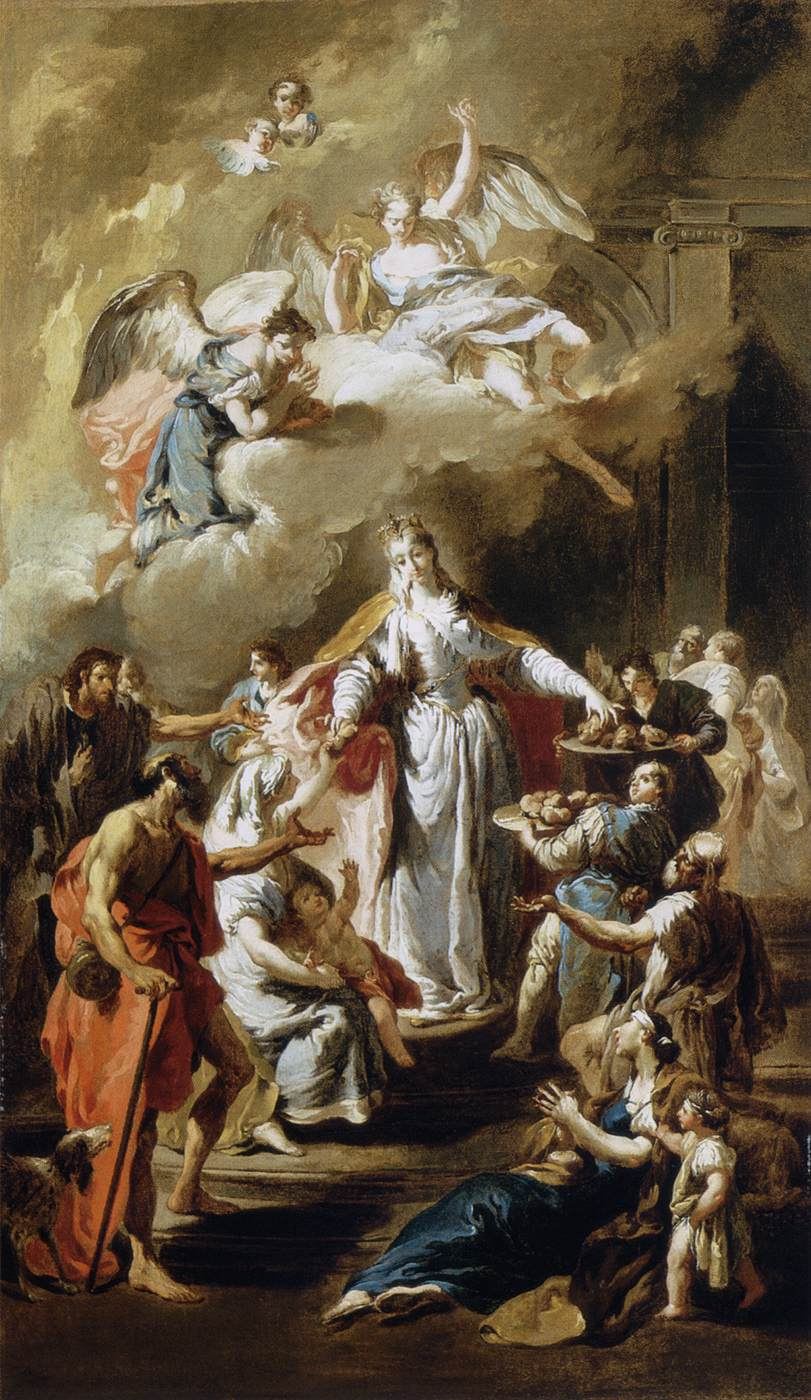
Giovanni Battista Pittoni, Sainte Élisabeth distribuant l'aumône
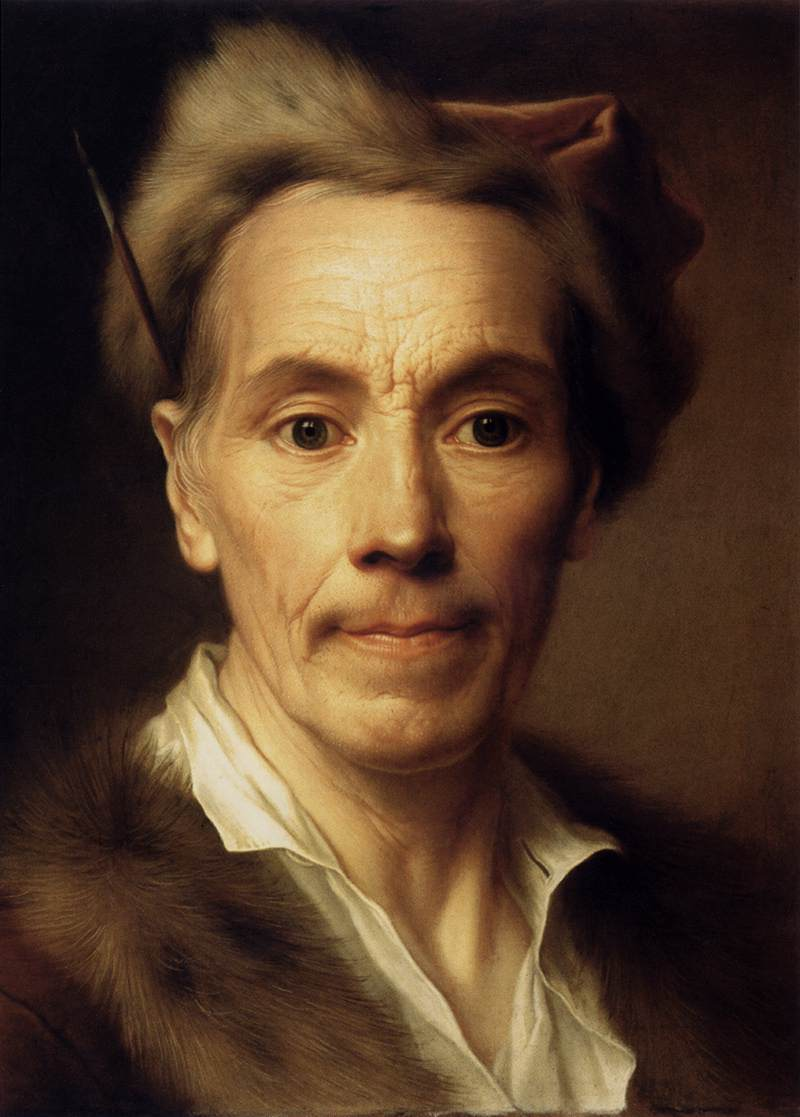
Christian Seybold, Autoportrait en vieil homme (avant 1768)
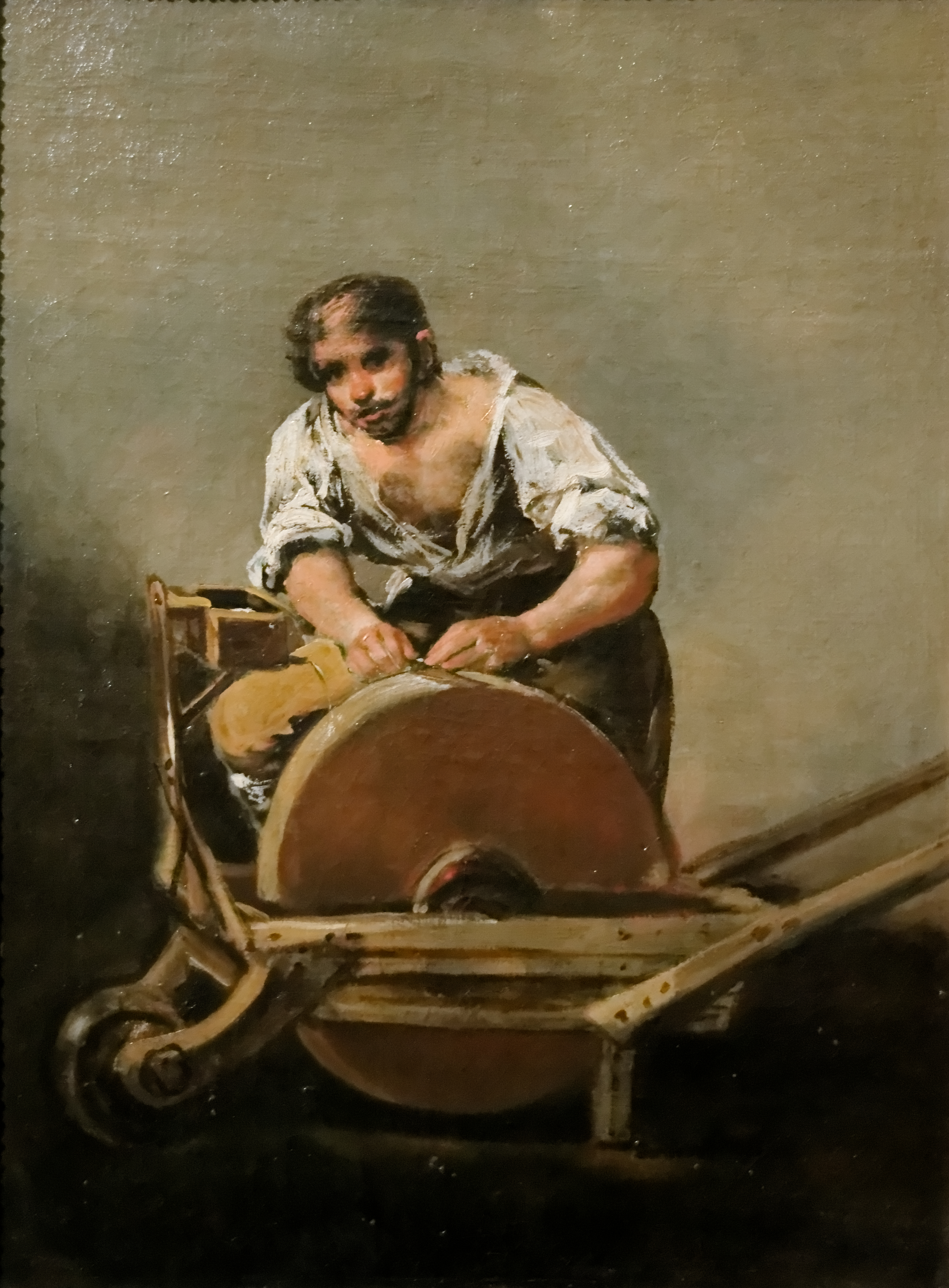
Francisco de Goya, Le Rémouleur (1808-1812)
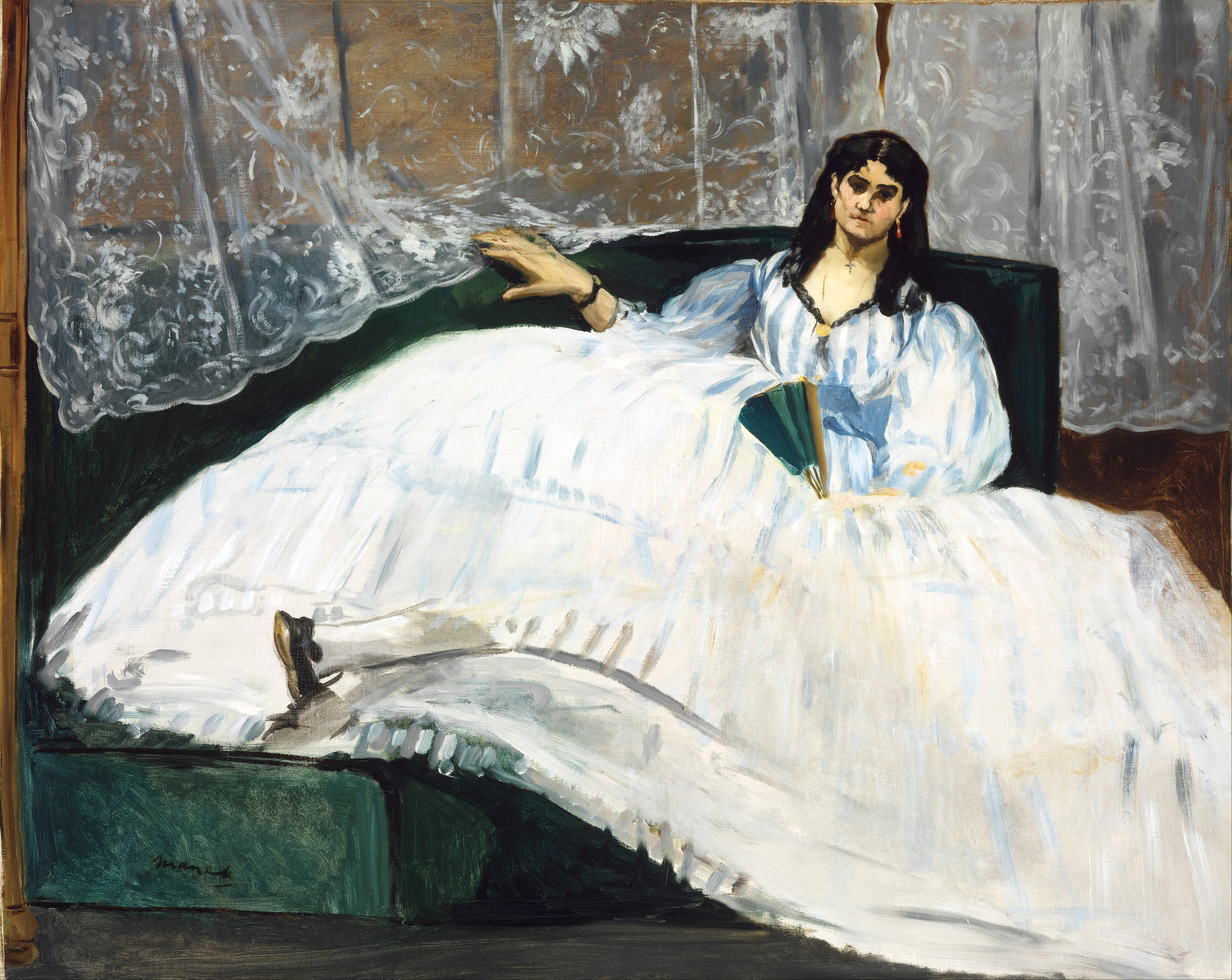
Édouard Manet, Dame à l'éventail (1862)
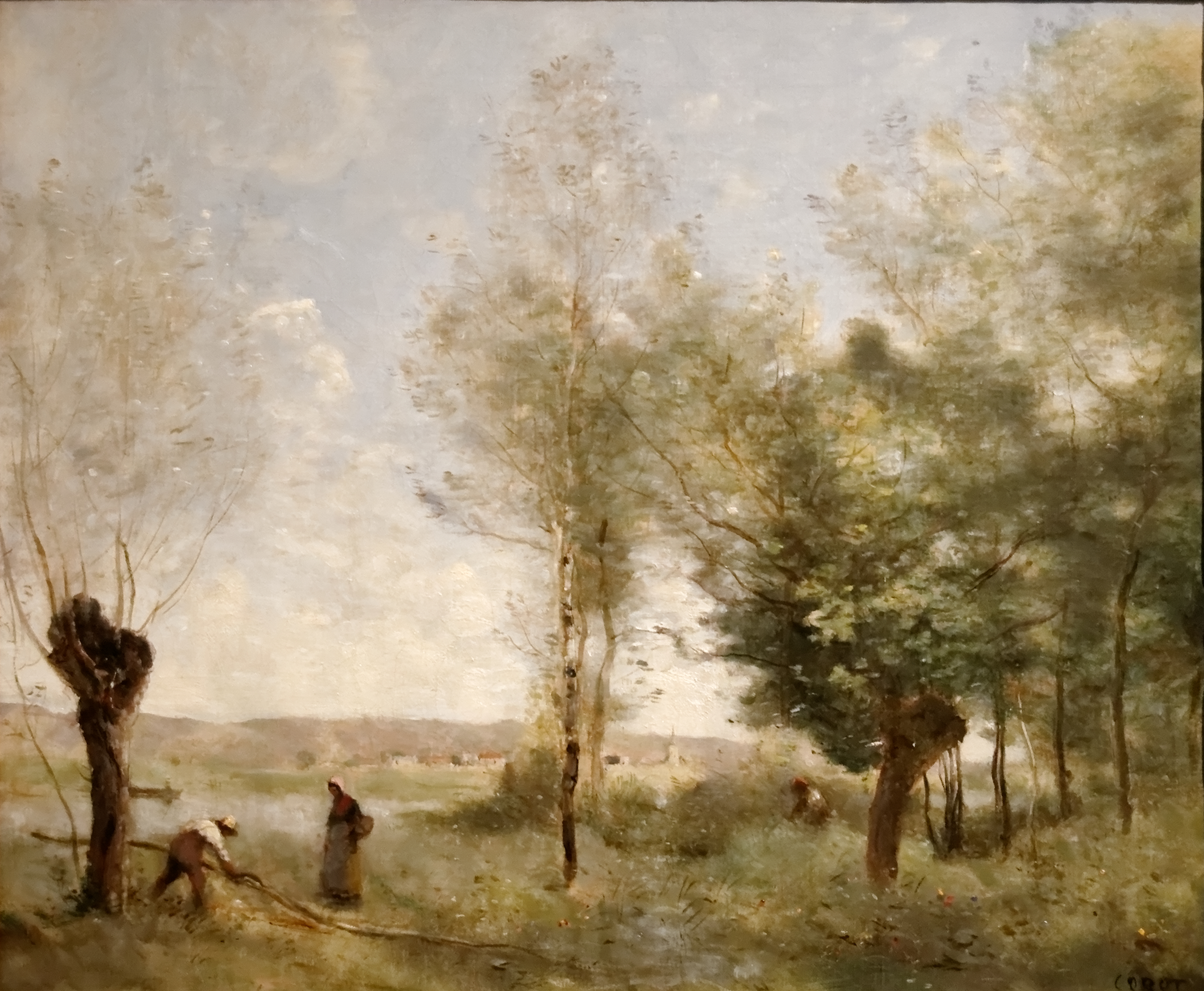
Camille Corot, Souvenir de Coubron (1872)
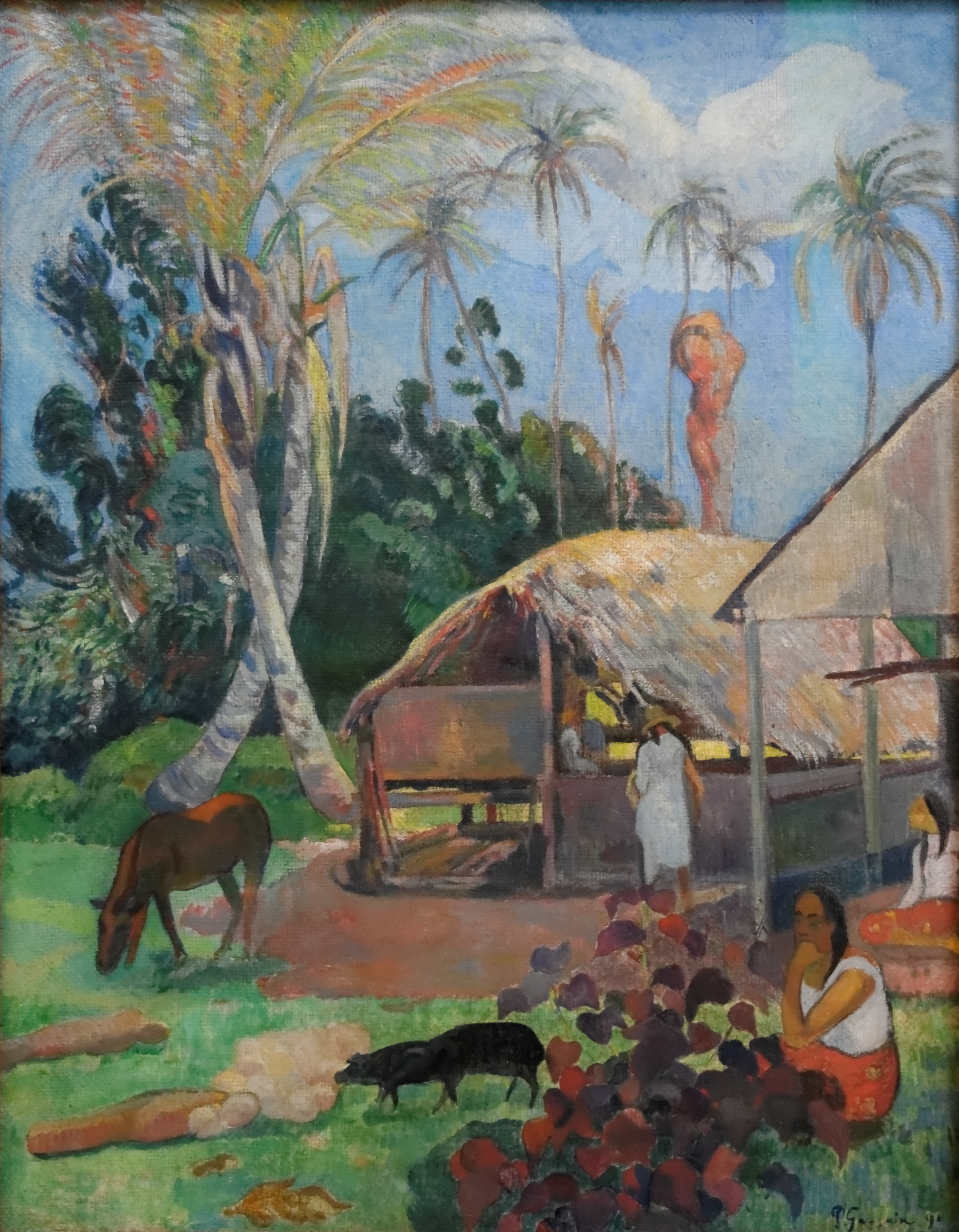
Paul Gauguin, Les Cochons noirs (1891)